# Darwinia hypericifolia
Darwinia hypericifolia är en myrtenväxtart som först beskrevs av Porphir Kiril Nicolai Stepanowitsch Turczaninow, och fick sitt nu gällande namn av Karel Domin. Darwinia hypericifolia ingår i släktet Darwinia och familjen myrtenväxter. Inga underarter finns listade i Catalogue of Life.